# Francesco Basily
Francesco Basily, psán také Basili nebo Basilj (31. ledna 1767 Loreto, Neapolské království – 25. března 1850 Řím, Italské království) byl italský dirigent a hudební skladatel.

## Život
Francesco Basily se narodil 31. ledna 1767 v Loretu. Jeho otcem byl hudební skladatel Andrea Basili (1705–1777), který mu také poskytl základní hudební vzdělání. Již v sedmi letech hrál veřejně na varhany a zkomponoval svou první mši. Otec zemřel, když bylo Francescovi 10 let. Ve studiu hudby pak pokračoval u hudebního skladatele Giovanni Battisty Borghiho a posléze u Giuseppe Jannaconiho v Římě. 16. října 1783 se stal členem prestižní Akademie sv. Cecilie.
V letech 1786–1789 působil jako kapelník v katedrále ve Folignu a poté v katedrále v Maceratě. V roce 1803 se oženil a 26. května téhož roku získal místo kapelníka v basilice della Casa Santa v rodném Loretu. Tam působil až do roku 1828.
Jako operní skladatel debutoval v roce 1788 na scéně divadla Teatro Valle v Římě operou La bella incognita (Krásná neznámá). Z řady dalších oper největšího úspěchu dosáhla opera Gl'Illinesi na text Felice Romaniho, uvedená v Miláně roku 1819 v divadle Teatro alla Scala.
31. října 1827 byl jmenován cenzorem konzervatoře v Miláně. Staral se o mladé hudebníky. Smutně proslul jako předseda komise, která zamítla přijetí Giuseppe Verdiho na konzervatoř.
Od roku 1837 až do své smrti působil jako sbormistr souboru Cappella Giulia baziliky svatého Petra v Římě.

## Dílo

### Duchovní hudba
- Ave Maria Mottetto a 4 voci e organo.
- Miserere a 4 voci concertato.
- Miserere a 8 voci con 8 voci di coro.
- Messa di Requiem (1802).
- Messa di Requiem a 3 voci.
- Gran Messa di Requiem a 4 voci.
- Messa di Requiem (1816) in memoria del suo maestro Giuseppe Jannacconi (1741 – 1816).
- Regina Coeli, antifona per cori concertati ed orchestra.
- Justorum animae, Offertorio a 4 voci.
- Confitebor, dal Salmo CX a 4 voci con grande orchestra.
- Christus factus est
- Domine! Salvum fac Imperatorem nostrum  (1830)
- Qui Sedes , per Soprano e Organo concertato.

### Opery

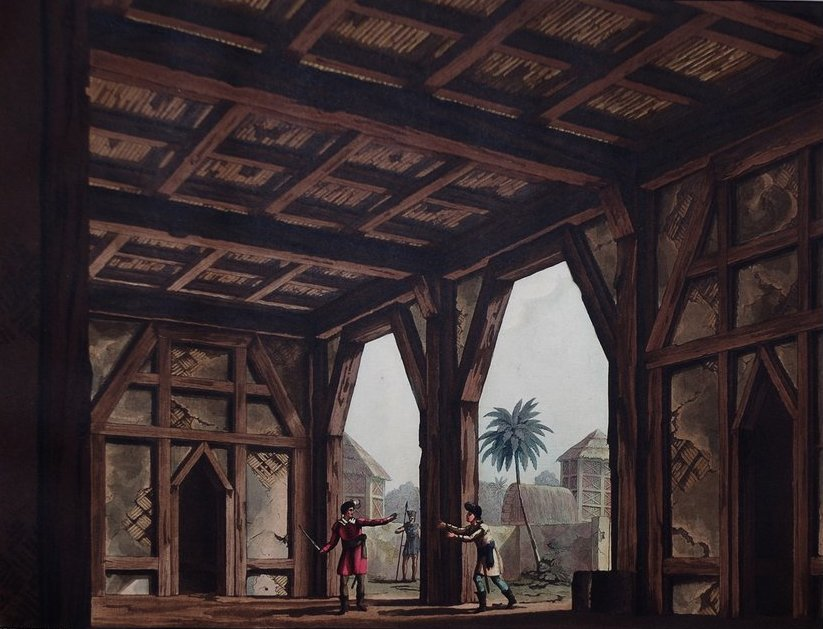
Gl'illinesi, Milán, 1819

- La bella incognita, farsa (Řím, 1788, Teatro Valle)
- La Locandiera, farsa (Řím, 1789, Teatro Valle)
- Achille all'assedio di Troia, (Florencie, 1797)
- Il ritorno di Ulisse, drama (libreto G. B. Moniglia, Florencie, 1798)
- Antigona, drama (libreto Gaetano Rossi, Benátky, 1799 Teatro La Fenice)
- Conviene adattarsi, farsa (Benátky, 1801)
- L'unione mal pensata, drama (Benátky, 1801, Teatro Venier)
- Lo Stravagante ed il dissipatore", drama (libreto G. M. Foppa, Benátky, 1805, Teatro La Fenice)
- L'Ira d'Achille, drama (libreto di Paolo Pola, spolupráce Adelaide Malanotte, Benátky, 1817 Teatro La Fenice)
- L'Orfana egiziana, drama (spolupráce Nicola Tacchinardi, Benátky, 1818 Teatro La Fenice)
- Gl'Illinesi (libreto Felice Romani, Milán, 1819 Teatro alla Scala)
- Il Califo e la schiava (libreto Felice Romani, Milán, 1819 Teatro alla Scala)
- Isaura e Ricciardo, opera seria (libreto Cesare Sterbini, Řím, 1820 Teatro Valle)
- Sansone, třídílná tragédie:
  - Sansone in Tamnata,
  - Sansone in Gaza
  - La caduta del tempio di Dagone

(libreto Andrea Leone Tottola, Neapol, 1824 Teatro San Carlo)

### Další skladby
- Sinfonia a piena orchestra sullo stile d'Haydn (1841)
- La sconfitta degli Assiri, oratorium
- Arianna e Teseo, kantáta